# Misshandlung
Als Misshandlung wird im deutschen Recht „jede üble und unangemessene Behandlung eines anderen Menschen“ oder Tieres betrachtet, die dessen „körperliche Unversehrtheit oder das körperliche Wohlbefinden mehr als nur unerheblich beeinträchtigt“. Eine Misshandlung kann sich aber auch in einem psychisch traumatisierenden Verhalten zeigen und entsprechend ein psychisches Trauma bei der misshandelten Person auslösen.
Nach deutschem Recht wird das körperliche Misshandeln bei den Delikten der Körperverletzung (§§ 223, 224, 226, 227 StGB) oder alternativ die Gesundheitsschädigung vorausgesetzt.
Besondere gesetzliche Regelungen bestehen zu den Teilbereichen Misshandlung von Schutzbefohlenen (§ 225 StGB) bzw. Kindesmisshandlung und Misshandlung von Untergebenen (§ 30 Wehrstrafgesetz).

## Österreich
Eine Misshandlung, durch die es nicht zu einer Körperverletzung (Österreich) gekommen ist, ist als Beleidigung (Österreich) (§ 115 StGB) oder landesrechtlich als Ehrenkränkung, ggf. als Fortgesetzte Gewaltausübung (§ 107b StGB) strafbar.